# Adel i Norge
Adelen i Norge har en historie, der er højst forskellig fra den danske og svenske adels; dens blomstringstid falder tidligere, hvad der hænger sammen med, at fødselsadelen træder stærkere frem i Norge, som først blev samlet til enhed af Harald Hårfager.[kilde mangler]

## Vikingetidens og højmiddelalderens stormænd
Det norske samfund havde i vikingetiden et stærkt aristokratisk præg med lokale fylkeskonger og herser, der tillige var hovgoder, øverst. De store slægter betragtedes med ærbødighed af folket,[kilde mangler] og vikingetogene gav dem lejlighed til både at udføre bedrifter og samle rigdomme. Mange af disse oprindelige stormandssslægter ville ikke bøje sig for Harald Hårfager og udvandrede til Island, hvor de frembragte den aristokratiske kultur, der har skænket eftertiden skjaldedigtningen og sagaerne. I selve Norge blev de gamle høvdinge og herser tilknyttet kongemagten som kongens jarler og lendermænd, men de følgende generationer vsr fyldte med kampe mellem kongerne og stormændene, som først standsede, da lendermændene havde prøvet en udenlandsk konges styre med Knud den Store og derefter selv satte Hellig-Olavs søn, Magnus, på tronen. Nu stod lendermændene som kongens fornemme embedsmænd, skarpere adskilt fra folket end nogensinde før. Reelt var stillingen som lendemand arvelig og de udgjorde dermed en sluttet stand, der havde højere drabsbøder, men ingen[kilde mangler] politiske rettigheder eller skattefrihed som den øvrige europæiske adel. Så kom de store borgerkrige mellem de to grene af kongeslægten balgerne og birkebeinerne i århundredet efter 1130, under hvilke lendermandsadelen nåede sin højeste magt, men hvor mange slægter også blev udryddet i mandslinjen. Derefter svandt lendermændenes indflydelse, og i 1308 ophævedes selve embedet lendermand.

## Adelens svækkelse
Højadelen, Ridderskabet og Norges Riges Råd havde stor magt i det 15. og det 16. århundrede (frem til 1536). Det har fået historikere til at betegne Norge som de facto en adelsrepublik.[kilde mangler]
I højmiddelalderen voksede der en lavadel op af de kongelige hirdmænd ligesom i Danmark og Sverige, men i Norge slog lavadelen aldrig helt igennem. Kronens magt var her stærkere, og kongedømmet var arveligt;[kilde mangler] Norges naturforhold passede dårlig til det rustede rytteri, der nu blev landenes hovedvåben; adelens tidligere deltagelse i handelslivet standsede,[kilde mangler] og den formåede ikke at tilegne sig bondegods i det omfang, som adelen i de andre riger. Manglen på en kraftig rigsadel blev en hovedgrund til Norges underlegne stilling i Kalmarunionen. Adelen blev stadig mindre, da mange slægter sank ned i bondestanden, mens de rigeste ved indbyrdes giftermål samlede store rigdomme på få hænder. Alligevel forblev højadelens politiske virksomhed ineffektiv og svag. Således gled Norge ind i afhængighed af Danmark; danske adelsmænd blev ansatte i de norske slotslen, og ved giftermål erhvervede de sig stedse større dele af den norske adels godser; da reformationen gjorde ende på det gejstlige aristokrati, faldt det norske rigsråd med det.

## Efter reformationen
Fra Norges de facto indlemmelse i Danmark i 1537 trådte den indfødte adel helt i skyggen af den indvandrede danske, der dog aldrig knyttede sig rigtig til landet.[kilde mangler] Den ny norske adel opnåede vel efterhånden at udvide standens rettigheder ved skattefrihed og egen jurisdiktion, især 1646 da stændermødernes tid også var begyndt for Norge; men dens sociale stilling var dog altid langt ringere end i Danmark. Var adelen her henimod 1660 nået op på at eje over 2/5 af al agerjord, så ejede adelen i Norge kun 1/8 af al agerjord, og der fandtes kun omtrent 60 adelige hovedgårde. Enevoldstidens hof- og embedsadel fik ringe betydning i Norge; der oprettedes kun to grevskaber (Jarlsberg og Laurvig) og ét baroni (Rosendal), mens mange herregårde opløstes og blev solgt til bønderne.[kilde mangler]

## Eidsvollforfatningen og adelens ophævelse
Grundloven af 1814 forbød tildeling af arvelige forrettigheder, og med Adelsloven af 1. august 1821, som Stortinget gennemførte mod kongens ønsker, begyndte en langvarig afskaffelse af adelskabet, hvor titler og alle andre privilegier end stamhusbesiddelse blev ophævet efter hver adelsmands død. I Norge lever en stor del efterkommere af en række norske slægter adlet før 1660, blandt andre Galtung, samt af fem[kilde mangler] indvandrede danske slægter fra før 1660. Derudover er der 12 adelsslægter fra enevældens tid. Desuden den grevelige slægt Wedel-Jarlsberg – hvis overhoved er dansk lensgreve – der er storgodsejere og frem til 1960'erne primært giftede sig med andre adelige.[kilde mangler]